# Ikkatteq
Ikkatteq (originalmente: Íkáteĸ) es una pequeña aldea en la municipalidad de Sermersooq, en el este de Groenlandia. Se localiza en una pequeña isla cerca de la isla de Ammassalik. Solamente tiene un habitante. 